# Arquétipo
Arquétipo (do grego ἀρχή - arché: "princípio", "posição superior"; τύπος - tipós: "marca", "tipo") é um conceito que representa o primeiro modelo de algo, protótipo, ou antigas impressões sobre algo. É explorado em diversos campos de estudo, como a filosofia, psicologia e a narratologia.
Na filosofia, o termo archetypos é usado por filósofos neoplatônicos, como Plotino, que segundo a concepção de Platão, designa as ideias como modelos originários de todas as coisas existentes. Ele é recorrente também entre médio platônicos, como nas cartas de Cícero e em Plutarco. Na filosofia teísta (crença em Deus) e vertentes, através da confluência entre neoplatonismo, ou platonismo cristão, e o cristianismo (aspectos espirituais e cosmológicos platônicos) o termo indica: ideias (primordiais) da mente de Deus. Esta difundido por Santo Agostinho, provavelmente por influência dos escritos do filósofo neoplatônico Porfírio de Tiro, discípulo de Plotino.
Na psicologia analítica, é um conceito do suíço Carl Gustav Jung para se referir a conjuntos de imagens psicoides primordiais que dão sentido aos complexos mentais e às histórias passadas entre gerações, formando o conhecimento e o imaginário do inconsciente coletivo; agem como estruturas inatas, imateriais, com que os fenômenos psíquicos tendem a se moldar, e servem de matriz para a expressão e desenvolvimento da psique. Também é associado a experiências universais, como nascimento e morte. Jung cita precedentes do uso do termo entre Plotino, Fílon, Ireneu, Dionísio Areopagita e o Corpus Hermeticum.

## Platonismo
As origens da hipótese arquetípica datam de Platão. As ideias de Platão ou os chamados eidos platônicos eram formas mentais puras que foram impressas na alma antes de nascer no mundo. Alguns filósofos também traduzem o arquétipo como "essência", a fim de evitar confusão com relação à conceitualização das Formas por Platão. Embora seja tentador pensar nas Formas como entidades mentais (ideias) que existem apenas em nossa mente, o filósofo insistiu que elas são independentes de quaisquer mentes (atuais). As Ideias seriam coletivos no sentido de incorporarem as características fundamentais de uma coisa (qualidade universal) e não suas peculiaridades específicas (particulares).
No diálogo Parmênides de Platão, as Ideias primordiais são chamadas na narrativa por Sócrates de "paradigmas" (paradeigmata):
“São como padrões (παραδείγματα) estabelecidos na natureza e outras coisas assemelham-se a eles e são semelhanças; e essa participação das Formas é, por outras coisas, simplesmente estar modelado nelas." -Parmênides 132d
Plotino utiliza tanto paradeigma (παράδειγμα) quanto archetypos (ἀρχέτυπον) para se referir às Formas. No século XVII, Sir Thomas Browne e Francis Bacon empregam a palavra "arquétipo" em seus escritos; Browne em The Garden of Cyrus (1658) tentou descrever arquétipos ao usar nomes próprios simbólicos.
Carl Gustav Jung identificou as ideias platônicas como a versão filosófica daquilo que ele incorporou como arquétipos do inconsciente.

## Psicologia analítica
Para Jung, arquétipo é uma espécie de imagem primordial - apriorística - incrustada profundamente no inconsciente coletivo da humanidade, refletindo-se (projetando-se) em diversos aspectos da vida humana, como sonhos e até mesmo narrativas. Ele explica que "no concernente aos conteúdos do inconsciente coletivo, estamos tratando de tipos arcaicos - ou melhor - primordiais, isto é, de imagens universais que existiram desde os tempos mais remotos".
Jung deduz que as "imagens primordiais" - outro nome para arquétipos - se originam de uma constante repetição de uma mesma experiência, durante muitas gerações. Eles são as tendências estruturantes e invisíveis dos símbolos. Por serem anteriores e mais abrangentes que a consciência do ego, os arquétipos criam imagens ou visões que balanceiam alguns aspectos da atitude consciente do sujeito. Funcionam como centros autônomos que tendem a produzir, em cada geração, a repetição e a elaboração dessas mesmas experiências. Eles se encontram entrelaçados na psique, sendo praticamente impossível isolá-los, bem como a seus sentidos. Porém, apesar desta mistura, cada arquétipo constitui uma unidade que pode ser apreendida intuitivamente.
É importante ressaltar, todavia, que os arquétipos não possuem formas fixas ou pré-definidas. Segundo Jung:
| “ | Nenhum arquétipo pode ser reduzido a uma simples fórmula. Trata-se de um recipiente que nunca podemos esvaziar, nem encher. Ele existe em si apenas potencialmente e quando toma forma em alguma matéria, já não é mais o que era antes. Persiste através dos milênios e sempre exige novas interpretações. Os arquétipos são os elementos inabaláveis do inconsciente, mas mudam constantemente de forma. | ” |

Na primeira parte de seu O Homem e Seus Símbolos ele afirma:
Minhas visões sobre os "remanescentes arcaicos", que chamo de "arquétipos" ou "imagens primordiais", têm sido constantemente criticadas por pessoas que carecem de conhecimento suficiente da psicologia dos sonhos e da mitologia. O termo "arquétipo" é muitas vezes mal interpretado como significando certas imagens ou motivos mitológicos definidos, mas nada mais são do que representações conscientes. Tais representações variáveis não podem ser herdadas. O arquétipo é uma tendência a formar essas representações de um motivo - representações que podem variar bastante em detalhes sem perder seu padrão básico. 
Embora haja uma variedade de categorizações de arquétipos, a configuração de Jung é talvez a mais conhecida e serve como base para muitos outros modelos. Os quatro principais arquétipos a emergir de sua obra, que Jung denomina originalmente imagens primordiais, incluem a anima/animus, o Si-mesmo, a Sombra e a Persona. Além disso, Jung se referiu às imagens do Herói, do Espírito ou Velho Sábio, da Criança, da Mãe e da Donzela. Ele acreditava que cada mente humana retém esses entendimentos inconscientes básicos da condição humana e do conhecimento coletivo de nossa espécie na construção do inconsciente coletivo. O núcleo de um complexo é um arquétipo que atrai experiências relacionadas ao seu tema. Ele poderá, então, tornar-se consciente por meio destas experiências associadas.
Tornaram-se popularizados também contemporaneamente os modelos neo-arquetípicos, como o dos 12 tipos propostos por Carol S. Pearson e Hugh Marr:
| Tipos de Ego Inocente Órfão/garoto ou garota comum Herói Cuidador |  | Tipos da Alma Explorador Rebelde Amante Criador |  | Tipos do Self Bobo da corte Sábio Mágico Governante |

### Autonomia
Embora todos os arquétipos possam ser considerados como sistemas dinâmicos autônomos, alguns deles evoluíram tão profundamente que se pode justificar seu tratamento como sistemas separados da personalidade, dentre eles a persona, a anima (lê-se "ânima" em português do Brasil), o animus (lê-se "ânimus" em português do Brasil) e a sombra. Chamamos de instinto aos impulsos fisiológicos percebidos pelos sentidos. Mas, ao mesmo tempo, estes instintos podem também manifestar-se como fantasias e revelar, muitas vezes, a sua presença apenas através de imagens simbólicas. São estas manifestações que revelam a presença dos arquétipos, os quais as dirigem. A sua origem não é conhecida, e eles se repetem em qualquer época e em qualquer lugar do mundo - mesmo onde não é possível explicar a sua transmissão por descendência direta ou por "fecundações cruzadas" resultantes da migração.

## Publicidade
Mais tarde, em 1900, um psicólogo vienense chamado Dr. Ernest Dichter pegou essas construções psicológicas e as aplicou ao marketing. Dichter mudou-se para Nova York por volta de 1939 e enviou a todas as agências de publicidade da Madison Avenue uma carta com sua nova descoberta. Ele descobriu que a aplicação desses temas universais aos produtos promovia uma descoberta mais fácil e uma maior lealdade às marcas.

## Crítica literária arquetípica
A crítica literária arquetípica argumenta que os arquétipos determinam a forma e a função das obras literárias e que o significado de um texto é moldado por mitos culturais e psicológicos. Arquétipos culturais são as formas básicas desconhecidas personificadas ou concretizadas por imagens, símbolos ou padrões recorrentes (que podem incluir motivos como a "busca" ou a "ascensão celestial"; tipos de personagens reconhecíveis, como o "trickster", o "santo", "mártir" ou "herói"; símbolos como a maçã ou a cobra; e imagens) e que foram carregados de significado antes de serem incluídos em qualquer trabalho em particular.     
Os arquétipos revelam papéis compartilhados entre sociedades universais, como o papel da mãe em suas relações naturais com todos os membros da família. Esse arquétipo pode criar uma imagem compartilhada, definida por muitos estereótipos que não se separaram da estrutura tradicional, biológica, religiosa e mítica.

### Narratologia
Jung constatou que, além de elementos tipicamente ligados à psique, como os sonhos, os arquétipos do inconsciente coletivo também se expressam através de narrativas, destacando e estudando especialmente o mito e o conto de fada. Ele diz:
| “ | Nos mitos e contos de fada, como no sonho, a alma fala de si mesma e os arquétipos se revelam em sua combinação natural, como formação, transformação, eterna recriação do sentido eterno. | ” |

Jung fez ampla análise literária com base em sua psicologia e imagens arquetípicas; destacam-se sua interpretação de Nietzsche do Assim Falou Zaratustra e de diversos mitos, contando com cerca de 900 entradas de diferentes citações. Numerosos discípulos o seguiram nessas leituras, por exemplo Marie-Louise von Franz em seus diversos estudos e interpretações sobre contos de fadas.
Não foi senão até o trabalho do crítico literário canadense Northrop Frye que a crítica arquetípica foi teorizada em termos puramente literários. A principal obra de Frye para lidar com arquétipos é Anatomia da Crítica (1957), mas seu ensaio "Os Arquétipos da Literatura" é um precursor do livro. A tese de Frye em "Os arquétipos da literatura" permanece praticamente inalterada em Anatomia da Crítica. O trabalho de Frye ajudou a substituir a Nova Crítica como o principal modo de analisar textos literários, antes de dar lugar ao estruturalismo e à semiótica.
As obras de Jung e Frye foram consideradas desbravadoras nos estudos literários. O impacto deles estimulou o desenvolvimento de tipologias universais para heróis e marcos poéticos. Outros estudiosos, como Maud Bodkin (que escreveu em 1934 Padrões Arquetípicos de Poesia, a primeira obra sobre crítica literária arquetípica), Morris Philipson, Joseph Campbell e Christopher Vogler, considerando a definição junguiana, também sugerem interpretações a respeito da expressão dos diversos arquétipos em uma narrativa, independente de seu caráter fantástico ou não, e considera-se que críticos como Harold Bloom e Helen Vendler adaptaram as ideias arquetípicas. Para Campbell, os arquétipos fazem parte de todo ser humano, como órgãos de um corpo, fenômenos biológicos.
Vogler, por sua vez, influenciado pela obra de Vladimir Propp, que observa a narrativa a partir de funções desempenhadas pelos personagens, sugere que os arquétipos sejam tomados como máscaras das quais os personagens de uma história dispõem, utilizando-as temporariamente conforme a necessidade do andamento do enredo.
Outras perspectivas, também sugeridas por Vogler, são:
- Enxergar os arquétipos como facetas da personalidade do herói, possibilidades (boas ou más) para o protagonista;
- Entendê-los como personificações das diversas qualidades humanas.

Christopher Booker, autor de The Seven Basic Plots: Why We Tell Stories, argumenta que os seguintes arquétipos básicos, cujos temas coincidem com os caracteres dos arquétipos de Jung, estão subjacentes a todas as histórias:

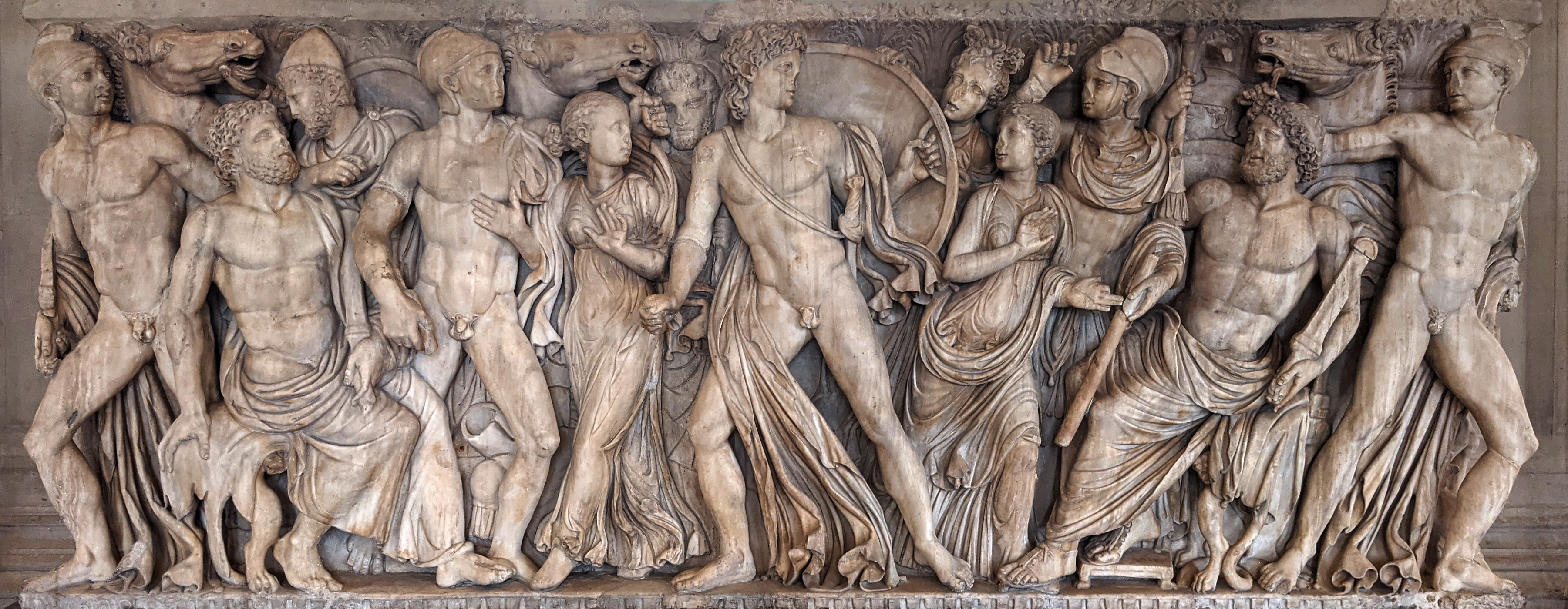

1. Superando o Monstro
2. Da Miséria à Riqueza
3. A Busca
4. Viagem e Retorno
5. Comédia
6. Tragédia
7. Renascimento